# Liste von Persönlichkeiten der Stadt Lörrach
Diese Liste zählt Personen auf, die in der Stadt Lörrach oder ihren heutigen Stadt- und Ortsteilen geboren wurden.

## In Lörrach geborene Persönlichkeiten

### A
- Cornelia Achenbach (* 1982), Schriftstellerin und Journalistin
- Christian Adam (* 1966), Autor
- Albert Aichele (1865–1922), Schweizer Pionier der Elektrotechnik
- Sarah Albiez-Wieck (* 1981), Ethnologin und Historikerin
- Sinah Amann (* 1991), Fußballspielerin
- Mona Ardeleanu (* 1984), Malerin
- Stefan Ardeleanu (* 1985), Archäologe
- Claudius Armbruster (* 1952), Romanist und Hochschullehrer

### B
- Gerhard Backenstoss (1924–2011), Physiker und Hochschullehrer
- Bertram Bartl (* 1956), Maler, Grafiker und Bildhauer
- Adolf Baumgartner (1855–1930), Schweizer Klassischer Philologe und Historiker
- Artur Bäumle (1906–1945), Leichtathlet
- Melanie Behringer (* 1985), Fußballspielerin
- Karl Christian von Berckheim (1774–1849), Innenminister des Großherzogtums Baden
- Theodor Binder (1919–2011), Arzt und Entwicklungshelfer
- Thomas Blank (1933–2013), Schweizer Zeichner und Plastiker
- Andreas Blauert (* 1956), Historiker
- Gerold Blümle (* 1937), Wirtschaftswissenschaftler
- Michael Boettcher (* 1982), Arzt für Kinderchirurgie, Hochschullehrer
- Herbert Bohnert (1928–1994), Grafiker und Bildhauer
- Otto Boll (1920–2013), von 1965 bis 1972 Bürgermeister, von 1972 bis 1984 Oberbürgermeister der Stadt Weil am Rhein
- Jakob Friedrich Bollschweiler (1888–1938), Tiermaler
- Juergen Boos (* 1961), Verlagsmanager und Direktor der Frankfurter Buchmesse
- Reinhard Boos (1897–1979), Politiker und von 1933 bis 1945 Oberbürgermeister von Lörrach
- Franziska Brantner (* 1979), Politikwissenschaftlerin und Grünen-Politikerin
- Walther Bringolf (1895–1981), Schweizer Politiker
- Karl Busch (1929–2025), Unternehmer der Vakuumpumpentechnologie
- Hans Bürkle (1946–2024), Unternehmensberater und Autor

### D
- Hermann Daur (1870–1925), Maler und Grafiker
- Sebastian Deisler (* 1980), Fußballspieler
- Christian Delbrück (1944–2006), Journalist und Verlagsmanager
- Hans Deyssenroth (* 1937), Jazzmusiker und Physiker
- Karsten Dörr (* 1964), Schauspieler
- Käte Duncker (1871–1953), Politikerin

### E
- Florian Eckert (* 1979), Skirennläufer
- Hermann Egner (1947–2005), Posaunist und Komponist, Bläser-Verbandsfunktionär
- Max Eichin (1903–1990), Maler und Bildhauer
- Willi Eichin (1943–2002), Kunstradsportler und zweifacher Weltmeister im Einer-Kunstradfahren
- Friedrich Eisenlohr (1805–1854), Architekt
- Gustav Wilhelm Eisenlohr (1811–1881), deutsch-US-amerikanischer Pastor und Dichter
- Roland Eisenlohr (1887–1959), Luftfahrttechniker und Bauingenieur
- Arndt Ellmer (* 1954), Science-Fiction-Schriftsteller
- Hedwig Emmert (* 1943), Malerin und Glaskünstlerin
- Joachim Escher (* 1962), Mathematiker

### F
- Hanspeter Faas (* 1954), Gärtner und Organisator von Bundesgartenschauen
- Peter Faller (* 1931), Architekt, Autor und Universitätsprofessor
- Gustav Fehrenbach (1925–2001), Gewerkschafter und stellvertretender Vorsitzenden des DGB
- Lucas Fels (* 1962), Cellist, Mitglied des Arditti Quartetts
- Gerhard Fingerlin (1937–2016), Prähistoriker, Klassischer Archäologe, Althistoriker, Provinzialrömischer Archäologe, Bodendenkmalpfleger und Hochschullehrer
- Thomas Fleischer (* 1971), Radsportler
- Emil Frey (1898–1995), Schweizer Unternehmer
- Dominic Fritz (* 1983), Politiker
- Uli Führe (* 1957), Komponist und Musiker

### G
- Claudia Gabler (* 1970), Autorin
- Felix Gebhardt (* 2002), Fußballspieler
- Klaus-Michael Geiger (* 1962), Manager
- Isabel Gehweiler (* 1988), Violoncellistin und Komponistin.
- Richard Geppert (* 1963), Musicalkomponist und Dirigent
- Wolfgang Gerstner (* 1955), Politiker und Oberbürgermeister der Stadt Baden-Baden
- Margarita Gidion (* 1994), Fußballspielerin
- Rolf Göring (* 1940), Unternehmer, Rennfahrer
- Hans Graf (1890–1968), Politiker und Bürgermeister
- Jürgen Grässlin (* 1957), Lehrer, Sachbuchautor und Pazifist
- Carl Wilhelm Grether (1803–1890), Fabrikant
- Johann Josef Grether (1840–1910), Bierbrauer, Landwirt und von 1872 bis 1906 Bürgermeister von Lörrach

### H
- Otto III. von Hachberg (1388–1451), Bischof von Konstanz
- Markus Hallgrimson (* 1975), deutsch-amerikanischer Basketballspieler
- Harald Hauser (1912–1994), Schriftsteller
- Klaus-Peter Hellriegel (* 1939), Internist und Onkologe
- Dieter Henninger (* 1944), Generalmajor der Bundeswehr
- Rainer Hermann (* 1956), Islamwissenschaftler, Journalist
- Karl Herbster (1874–1948), Heimatforscher
- Gerhard Hess (1907–1983), Romanist, Philologe und Wissenschaftspolitiker
- Ottmar Hitzfeld (* 1949), Fußballtrainer
- Ferdinand Hitzig (1807–1875), protestantischer Theologe
- Jonas Hoffmann (* 1985), Politiker (SPD), Landtagsabgeordneter
- Friedrich Holdermann (1866–1959), evangelischer Kirchenrat und Heimatforscher
- Hans Otto Horch (* 1944), Literaturwissenschaftler
- Paul Hübner (1915–2003), Maler, Lyriker und Schriftsteller
- Egon Hugenschmidt (1925–2010), Jurist, Politiker und von 1960 bis 1984 Oberbürgermeister von Lörrach
- Manfred Hugenschmidt (* 1940), Physiker auf dem Gebiet der Laseranwendungen
- Gustav von Hugo (1764–1844), Jurist

### I
- Paul Ibenthaler (1920–2001), Maler und Bildhauer
- Butrint Imeri (* 1996), kosovo-albanischer Sänger

### J
- Daniel Jeroma (* 1978), Schauspieler
- Verena Joos (* 1951), Autorin und Journalistin
- Cornelia Jönsson (* 1980), Schriftstellerin und Therapeutin
- Wilhelm Jung (1928–2015), Politiker

### K
- Jörg Kachelmann (* 1958), Schweizer Moderator, Journalist und Unternehmer
- Dieter Kaltenbach (1923–1996), Unternehmer
- Martin Kaltenbach (* 1928), Internist und Kardiologe
- Friedrich Kaiser (1815–1890),  Historien- und Schlachtenmaler sowie Lithograf
- Steffen Kaufmann (* 1992), Handballspieler
- Max Keller (1883–1969), Verwaltungsjurist und Oberbürgermeister von Freiburg im Breisgau
- Björn Kern (* 1978), Schriftsteller
- Gerhard Kiefer (1938–2011), Ingenieur, Fachbuchautor, Lehrbeauftragter und Honorarprofessor
- Fritz Kirchhofer (1895–1946), Journalist und Schriftsteller
- Andreas Klingenberg (* 1978), Althistoriker
- Clara Koppenburg (* 1995), Radsportlerin
- Dietmar Koschmieder (* 1955), Verlagsmanager
- Karl Küchlin (1864–1935), deutsch-schweizerischer Unternehmer, Theaterdirektor und Mäzen
- Heinz Kunle (1928–2012), Mathematiker
- Udo Kunz (1924–2015), Maschinenbauer, Unternehmer und Kommunalpolitiker
- Martin Kunzler (* 1947), Jazzbassist und Musikjournalist
- Dennis Krause (* 1987), Handballspieler
- Rudi Krawitz (* 1943), Universitätsprofessor für Pädagogik und Allgemeine Didaktik
- Thomas Krings (* 1949), Geograph und Hochschullehrer

### L
- Max Laeuger (1864–1952), bildender Künstler
- Peter Läuger (1934–1990), Biophysiker
- Christian Lais (* 1963), Schlagersänger
- Saskia Lang (* 1986), Handballspielerin
- Kurt Langendorf (1920–2011), Widerstandskämpfer, Wirtschaftswissenschaftler und Hochschullehrer
- Wilhelm Florentin Lauter (1821–1892), Politiker und Oberbürgermeister der Stadt Karlsruhe
- Anja Lehmann (* 1975), Sängerin
- Klaus M. Leisinger (* 1947), Sozialwissenschaftler und Ökonom
- Miriam Laura Leonardi (* 1985), Schweizer Medien- und Objektkünstlerin
- Klaus Littmann (* 1951), Schweizer Galerist, Initiator von Kunstinterventionen, Kunstvermittler
- Aïda Lorenz (* 1947), Psychologin und Psychotherapeutin
- Nenad Lucic (* 1974), Schauspieler
- Joachim Luetke (* 1957), Multimediakünstler

### M
- Davide Martello (* 1981), Pianist
- Erich Marx (1921–2020), Unternehmer, Kunstsammler und Mäzen
- Hans Matt-Willmatt (1898–1978), Dichter, Schriftsteller und Heimatforscher
- Friedrich Maximilian Mauritii (1724–1799), Theologe und Hochschullehrer
- Heinrich Meichelt (1805–1880), Landschaftsmaler und Kunstpädagoge
- Gerhard Moehring (1921–2023), Historiker und Autor
- Thilo Muster (* 1965), deutsch-schweizerischer Organist
- Manfred Mutter (* 1942), Chemiker und Hochschullehrer

### N
- Dominik Naab (* 1985), Bundesvorsitzender der Deutschen Pfadfinderschaft Sankt Georg
- Klaus Nast (1934–2017), Bergbauingenieur
- Nelly Naumann (1922–2000), Japanologin
- Simon Niepmann (* 1985), deutsch-schweizerischer Ruderer
- Horst Niesyto (* 1952), Erziehungswissenschaftler
- Marcel Nordmann (1890–1948), Jurist und SPD-Politiker
- Hans G. Nutzinger (* 1945), Wirtschaftswissenschaftler
- Sebastian Nübling (* 1960), Regisseur

### O
- Bettina Obrecht (* 1964), Kinder- und Jugendbuchautorin
- Kelvin Okundaye (* 1993), Basketballspieler
- Martin Ostertag (* 1943), Cellist und Musikpädagoge

### P
- Kevin Pabst (* 1991), Trompeter
- Markus Pflüger (1824–1907), Revolutionär und Politiker

### R
- Hartmut Rosa (* 1965), Soziologe und Politikwissenschaftler
- Gabi Roth (* 1967), Hürdenläuferin
- Karl Ruser (1889–1970), Gärtner und Pflanzenzüchter

### S
- Heinz Schaller (1932–2010), Molekularbiologe, Virologe und Hochschullehrer
- Martin Schäuble (* 1978), Journalist und Autor
- Sebastian Scheipers (* 1985), Musiker
- Günther Otto Schenck (1913–2003), Chemiker
- Luisa Scherer (* 2001), Handballspielerin
- Rudolf Scheurer (1931–2020), Bildhauer
- Gunter Schlageter (* 1943), Informatiker
- Rainer Eugen Schlageter (* 1946), Diplomat und Botschafter in Kasachstan
- Karlheinz Scherer (1929–2008), Maler, Zeichner und Grafiker
- Christine Schirrmacher (* 1962), Islamwissenschaftlerin und Autorin
- Hans Schmidberger (1925–2024), Architekt und Hochschullehrer
- Gerhart Schmidt (1925–2017), Philosoph
- Jan-Felix Schrape (* 1979), Soziologe
- Florian Schroeder (* 1979), Kabarettist
- Jochen Schultheiß (* 1975), Altphilologe und neulateinischer Philologe
- Ernst Wilhelm Schultz (1861–1953), Kunstsammler und Gründer des heutigen Museums am Burghof
- Adelheid Schulz (* 1955), Mitglied der Rote Armee Fraktion
- Wilhelm Schulz-Stutz (1807–1879), Buchdrucker im Kanton Basel-Landschaft
- Michael Schwald (* 1992), Sportschütze
- Hans-Peter Schwarz (1934–2017), Zeithistoriker und Politikwissenschaftler
- Ruth Schweikert (1964–2023), Schweizer Schriftstellerin
- Lina Seitzl (* 1989), Bundestagsabgeordnete
- Christina Shakovets (* 1994), Tennisspielerin
- Helene Siegfried (1867–1966), Konzertsängerin und Schriftstellerin
- Hans Silvester (* 1938), Fotograf und Umweltaktivist
- Lars Spieß (* 1994), Handballspieler
- Tom Spieß (* 1994), Handballspieler
- Peter Staechelin (1931–2004), Kunstmaler und Hochschullehrer
- Volkmar Staub (* 1952), Kabarettist und Autor
- August Straub (1812–1879), Mediziner und Politiker
- Horst Steible (* 1941), Altorientalist, Hochschullehrer
- Rainer Stickelberger (* 1951), Jurist, Politiker und Landtagsabgeordneter
- Peter Stöcklin (* 1983), Musiker

### T
- Irmtraud Tarr (* 1950), Konzertorganistin, Autorin und Psychotherapeutin
- Armin Töpfer (1944–2023), Betriebswirt
- Karl Konrad Tschira (1868–1911), großherzoglich badischer Hoffotograf

### U
- Carl Friedrich Uebelen (1872–um 1930), Textilindustrieller und Industrieverbandsfunktionär

### V
- Fabio Viteritti (* 1993), Fußballspieler
- Albert Vogelbach (1877–1924), Maschinenbauer und Industrieller
- Eberhard von Gemmingen-Hornberg (1688–1767), Adliger und Oberst
- Friedrich Vortisch (1899–1991), Jurist und Politiker

### W
- Laura Wahl (* 1994), Politikerin (Bündnis 90/Die Grünen), Abgeordnete im Thüringer Landtag
- Harry Waibel (* 1946), Historiker
- Johann Leonhard Walz der Jüngere (1749–1817), evangelischer Pfarrer
- Carola Wedel (* 1953), Filmemacherin, Redakteurin, Moderatorin und Buchautorin
- Alexander Weil (1956–2022), Journalist, Autor und Filmemacher
- Carl Georg Wenner (1806–1863), Bürgermeister von Lörrach
- Karl Wenk (* 1934), Sportschütze
- Bernhard Widder (* 1951), Mediziner und Ingenieur.
- Julius Wilhelm (1873–1961), Kaufmann, Verleger und Denkmalpfleger des Landkreises Lörrach
- Toni Wilhelm (* 1983), Windsurfer
- Francesco Wilking (* 1974), Rockmusiker
- Alfred Winkler (* 1946), SPD-Politiker und Landtagsabgeordneter
- Konrad Winzer (* 1955), Bildhauer

### Z
- Gerhard Zickenheiner (* 1961), Bundestagsabgeordneter
- Hilde Ziegler (1939–1999), Schauspielerin, Hörspielsprecherin und Autorin
- Karl Zimmermann (1894–1981), Politiker
- Heinz Zuber (* 1941), Bühnenschauspieler

## Ehrenbürger
siehe Liste der Ehrenbürger von Lörrach